# Anthicus mrazi
Anthicus mrazi es una especie de coleóptero de la familia Anthicidae.

## Distribución geográfica
Habita en Brasil.